# 알 마틴
알 마틴 (Al Martin, 1967년 11월 24일 ~ )는 미국의 야구 선수이다.

## 경력

### MLB 시절
1985년 드래프트에서 애틀랜타 브레이브스에 뽑혔고 1992년 피츠버그 파이리츠에 데뷔하였다.1993년 143경기 출장, 18홈런, 64타점, .281 .338 .481의 성적으로 내셔널리그 신인왕 5위를 하였다. 

### KBO 리그
2004년에 입단해 107경기 0.291 9홈런 52타점의 기록을 남겼다. 기록은 평범했지만 몸을 사리지 않는 플레이를 보여주었다. 결국 한시즌만 뛰고 은퇴하였다.

## 참조
- 알 마틴 - KBO 타자별 기록